# Ugo Mancini
Ugo Mancini (Arezzo, 17 febbraio 1868 – Arezzo, 23 settembre 1951) è stato un politico italiano.

## Biografia
Nato ad Arezzo nel 1868 da una famiglia di facoltosi possidenti, esercitò la professione di avvocato civilista.
Nel settembre 1891 fu nominato presidente del comitato universitario per i festeggiamenti in onore di Francesco Petrarca, che avrebbe poi portato alla selezione di Arezzo come luogo della celebrazione del sesto centenario (1904) della nascita del poeta.
Esponente del radicalismo aretino insieme a Giovanni Severi e Guglielmo Duranti, sedette in consiglio comunale a partire dal 1893. L'8 febbraio 1911 fu eletto sindaco di Arezzo, e rassegnò le dimissioni il 9 aprile 1914, venendo sostituito il 16 aprile dal commissario prefettizio Francesco Foschini.
Negli ultimi anni si avvicinò al fascismo; morì ad Arezzo il 23 settembre 1951.